# Taxon

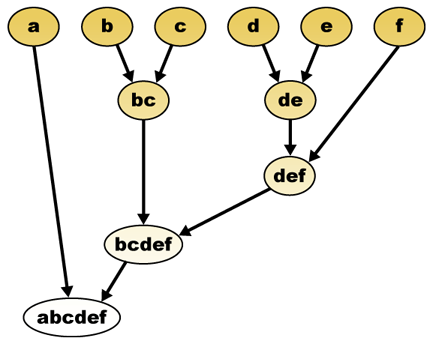
La classificazione gerarchica può esprimersi con un dendrogramma, nel quale ogni nodo rappresenta un possibile taxon e i taxa si raggruppano in una gerarchia di inclusione.

Un taxon (pronuncia [ˈtakson], plurale taxa, dal greco ταξις, taxis, "ordinamento") o unità tassonomica, è un raggruppamento di oggetti o organismi, distinguibili morfologicamente dagli altri per una caratteristica comune e che possono più precisamente anche essere organizzati attraverso la sistematica in una gerarchia, dando inizio ad una classificazione scientifica. La scienza che definisce i taxa si chiama tassonomia.
Ad ogni gruppo viene assegnato un nome scientifico, una descrizione e un tipo nomenclaturale, a seconda se il taxon è una specie, un campione oppure un esemplare concreto. Ogni descrizione formale di taxon viene associata al nome dell'autore o autori che l'hanno realizzata, i quali figureranno dopo il nome, insieme alla data di descrizione.
Lo scopo di classificare gli organismi in taxa formalmente definiti, invece che tramite gruppi informali, è quello di fornire gruppi la cui circoscrizione (cioè, quali organismi li compongono) resti in un ambito ristretto e la cui denominazione abbia valore universale, indipendentemente dalla lingua utilizzata per la comunicazione. Si può notare che i taxa esistono dentro una classificazione data, soggetta a mutamenti e sopra la quale possono presentarsi discrepanze e, rispetto a certe denominazioni problematiche, si è obbligati a specificare di quale autore è il nome che si sta utilizzando.

## Taxon e categoria tassonomica

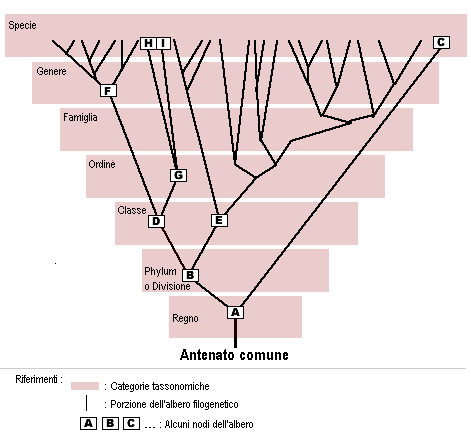
La tassonomia attuale. Ad ogni taxon corrisponde la sua categoria tassonomica.

Fin da Carlo Linneo, per classificare gli organismi, la tassonomia utilizza un sistema gerarchico. In questo schema organizzativo, ogni gruppo di organismi particolari è un taxon, e il livello gerarchico nel quale lo si situa è la sua categoria tassonomica. Per esempio:
- la classe è una categoria tassonomica generica che racchiude uno o più ordini all'interno di un phylum;
- la classe Aves è invece un taxon che include un insieme di organismi reali, ossia tutti gli uccelli, facente parte di quella categoria tassonomica.

Analogamente, nella geografia politica i termini "nazione", "regione" e "comune" sarebbero categorie tassonomiche, mentre "Italia", "Lazio" e "Roma" sarebbero taxa. Allo stesso modo: "famiglia", "genere" e "specie" sono categorie tassonomiche, mentre "Rosaceae", "Rosa" e "Rosa canina" sono un esempio di taxa di queste categorie.
In relazione al taxon "specie", E. Mayr (1996) fa la distinzione tra il taxon e la categoria tassonomica:
(2) La categoria specie. Qui la parola specie indica il rango nella gerarchia linneana. La categoria specie è la classe che contiene tutti i taxa del rango specie. Articola il concetto biologico di specie biologica e viene definita con la definizione di specie. Il principale uso della definizione di specie è facilitare una decisione sopra il rango delle popolazioni, vale a dire, rispondere alla domanda che a noi si prospetta davanti a una popolazione isolata: "Si tratta di una specie completa o di una sottospecie?"»
(Mayr 1996)
In ordine gerarchico, secondo lo schema di classificazione linneana, diamo la seguente lista generale (ordinata dal generale al particolare) delle categorie tassonomiche alle quali vengono associati i diversi taxa.
- Regno
- Phylum (animali o piante) o Divisione (piante)
- Classe
- Ordine
- Famiglia
- Genere
- Specie
- Sottospecie

Bisogna notare che l'associazione di un taxon a un rango determinato (categoria) è qualcosa di relativo e ristretto allo schema particolare utilizzato (sistema), tanto che diventa probabile che il taxon occupi categorie differenti secondo i sistemi di classificazione (organizzati in base a differenti autori, criteri, ecc.); generalmente, ciò succede nell'ambito delle categorie più estese (famiglia, ordine, classe, ecc.).

## Significato ontologico
Lo status ontologico dei taxa è uno degli assunti più discussi nella filosofia della biologia. Principalmente esistono due correnti:
- Il nominalismo, debole, che nega l'esistenza reale dei taxa in natura, deducendo che non sono altro che costruzioni mentali del tassonomista. Da questa prospettiva, i taxa si identificano con le categorie tassonomiche.
- L'essenzialismo, forte, il quale afferma la realtà dei taxa, sebbene in funzione del criterio di realtà che si utilizza; il termine essenzialista comprende una varietà di posizioni filosofiche molto distinte:
  - La metafisica pre-evoluzionista addirittura identificava i taxa con i tipi ideali ed eterni creati dalla Divinità. Nella tassonomia linneana, i taxa partono come semplici raggruppamenti umani.
  - La morfologia trascendentale dei Naturphilosophen concepiva i taxa come tipi derivati da una serie limitata di piani strutturali.
- Gran parte dei biologi evolutivi hanno cercato di trovare criteri che permettessero di dare un significato evolutivo ai taxa senza cadere nell'essenzialismo fissista: 
  - Michael Ghiselin e David Hull, a partire dalla definizione di specie di Simpson, concepiscono i taxa come individui evolutivi: i taxa sarebbero lignaggi che evolvono separatamente dagli altri e che hanno una storia e delle tendenze evolutive proprie.

## Tipi di taxa
Esistono due tipi di taxa:

In giallo, il taxon monofiletico Sauropsida (nell'immagine indicato come "Reptilia"), in azzurro, il taxon parafiletico degli animali tradizionalmente considerati rettili, in rosso, il taxon polifiletico degli animali endotermici

- "naturali": sono quelli che includono un antenato in comune e almeno alcuni dei suoi discendenti, si giustificano per la storia evolutiva dei loro membri e per i loro caratteri derivati. Si distinguono ulteriormente in:
  - monofiletici (anche detti cladi), quelli che includono un antenato e tutti i suoi discendenti,
  - parafiletici, quelli che includono un antenato ma non tutti i suoi discendenti.
- "Artificiali": vale a dire, gruppi polifiletici, il cui antenato comune non forma parte del gruppo. Per esempio, le alghe o i protozoi. Questi gruppi non hanno validità nella classificazione, ma seguono una loro tradizione storica, essendo utilizzati per organizzare certe categorie di informazione scientifica. Molti dei taxa definiti per contenere organismi che non riuscivano ad essere collocati in nessun altro taxon[N 1] sono polifiletici.[2]

### Taxa monotipici
Si chiama taxon monotipico quello che contiene soltanto un membro della categoria immediatamente subordinata. Per esempio, una famiglia che contiene solo un genere, senza considerare quante specie questo contenga.

## Nomenclatura dei taxa
La nomenclatura stabilisce una terminologia che permette di sapere, a partire dal suffisso di un qualsiasi taxon, quale è la sua categoria tassonomica e render conto della sua posizione nella gerarchia sistematica. La seguente tavola mostra questa nomenclatura:
| Categoria tassonomica / Regno | Planta Plantae                                                                                 | Alga Protista                                                                                  | Fungo Fungi                                                                                    | Bacteria Prokaryota                                                                            | Animale Animalia                                                                               |
| ----------------------------- | ---------------------------------------------------------------------------------------------- | ---------------------------------------------------------------------------------------------- | ---------------------------------------------------------------------------------------------- | ---------------------------------------------------------------------------------------------- | ---------------------------------------------------------------------------------------------- |
| Divisione o Phylum            | -phyta                                                                                         | -phyta                                                                                         | -mycota                                                                                        |                                                                                                |                                                                                                |
| Subphylum                     | -phytina                                                                                       | -phytina                                                                                       | -mycotina                                                                                      |                                                                                                |                                                                                                |
| Classe                        | -opsida                                                                                        | -phyceae                                                                                       | -mycetes                                                                                       |                                                                                                |                                                                                                |
| Sottoclasse                   | -idae                                                                                          | -phycidae                                                                                      | -mycetidae                                                                                     |                                                                                                |                                                                                                |
| Superordine                   | -anae                                                                                          | -anae                                                                                          |                                                                                                |                                                                                                |                                                                                                |
| Ordine                        | -ales                                                                                          | -ales                                                                                          | -ales                                                                                          | -ales                                                                                          |                                                                                                |
| Sottordine                    | -ineae                                                                                         | -ineae                                                                                         | -ineae                                                                                         | -ineae                                                                                         |                                                                                                |
| Infraordine                   | -aria                                                                                          | -aria                                                                                          |                                                                                                |                                                                                                |                                                                                                |
| Superfamiglia                 | -acea                                                                                          | -acea                                                                                          |                                                                                                |                                                                                                | -oidae                                                                                         |
| Famiglia                      | -aceae                                                                                         | -aceae                                                                                         | -aceae                                                                                         | -aceae                                                                                         | -idae                                                                                          |
| Sottofamiglia                 | -oideae                                                                                        | -oideae                                                                                        | -oideae                                                                                        | -oideae                                                                                        | -inae                                                                                          |
| Tribu                         | -eae, ae                                                                                       | -eae, ae                                                                                       | -eae, ae                                                                                       | -eae                                                                                           | -ini                                                                                           |
| Sottotribù                    |                                                                                                |                                                                                                |                                                                                                | -inae                                                                                          | -ina                                                                                           |
| Genere                        | -us, -a, -um, -is, -os, -ina, -ium, -ides, -ella, -ula, -aster, -cola, -ensis, -oides, -opsis… | -us, -a, -um, -is, -os, -ina, -ium, -ides, -ella, -ula, -aster, -cola, -ensis, -oides, -opsis… | -us, -a, -um, -is, -os, -ina, -ium, -ides, -ella, -ula, -aster, -cola, -ensis, -oides, -opsis… | -us, -a, -um, -is, -os, -ina, -ium, -ides, -ella, -ula, -aster, -cola, -ensis, -oides, -opsis… | -us, -a, -um, -is, -os, -ina, -ium, -ides, -ella, -ula, -aster, -cola, -ensis, -oides, -opsis… |

Sotto la categoria del genere, tutti i nomi di taxa sono chiamati "combinazioni". La maggioranza ricevono anche una terminazione latina più o meno codificata in funzione della disciplina. Si distinguono varie categorie di combinazioni:
- Tra genere e specie (sottogenere, sezione, sottosezione, serie, sottoserie, ecc.), le combinazioni sono infrageneriche e binomiali
- Nella categoria di specie, le combinazioni sono specifiche e binomiali
- Sotto la specie, le combinazioni sono infraspecifiche e trinomiali.